# Finstere Rot
Die Finstere Rot ist ein zusammen mit ihren Oberläufen Ortsbach und dann Blinde Rot 8,4 km langer Bach im Welzheimer Wald im baden-württembergischen Rems-Murr-Kreis, der beim Alfdorfer Weiler Hüttenbühl von rechts und Nordwesten mit der von Norden kommenden Schwarzen Rot zu jener Rot zusammenfließt, die bei der Voggenberger Sägmühle von Alfdorf in die Lein mündet. Sie ist einer von nicht wenigen Bäche der nahen Umgebung, die zumindest im Grundwort „Rot“ genannt werden.

## Geographie

### Überblick und Namen
Das Bachsystem der Finsteren Rot entwässert das westliche Oberlaufgebiet der Rot. Der hydrologische Hauptstrang setzt sich verwirrenderweise aus drei Namensabschnitten zusammen, dem linken obersten Lauf Ortsbach, der in die am Zusammenfluss noch etwas kürzere und einzugsgebietsärmere Blinde Rot mündet, welche dann ihrerseits am Beginn des Unterlaufs vom vergleichsweise unbedeutenden linken Namens-Oberlauf der Finsteren Rot aufgenommen wird, unter welchem Namen sich der Bach dann mit deren linkem Hauptoberlauf Schwarze Rot zur Rot vereint.
Setzte man – hydrologisch konsequent – die genannte dreigliedrige Namensabschnittsfolge Ortsbach – Blinde Rot – Finstere Rot als Hauptstrang der Finsteren Rot an, so hat sie eine Länge von 8,4 km, also sogar 0,3 km mehr als die Schwarze Rot, welche aber etwa ein Sechstel mehr an Einzugsgebiet entwässert und deshalb hydrologisch zu Recht als Hauptoberlauf des Rot-Flusssystems gelten kann, dessen Hauptgewässer – dann angesichts seines Quellortes wohl eher mit dem hier behandelten Oberlauf – man gelegentlich auch als Kaisersbacher Rot erwähnt findet.

### Verlauf
Der oberste Hauptstrang-Lauf Ortsbach beginnt wenig nordöstlich des Ortsrandes von Kaisersbach in den Eichenäckern auf etwa 531 m ü. NHN als ein von Anfang an von einer Gehölzgalerie begleiteter Flurbach neben einem östlich in Richtung auf den Weiler Mönchhof zu ziehenden Feldweg. Vom Weg kehrt sich der Bach bald in einer langsamen Kurve nach rechts ab und berührt dann ein Wäldchen am linken Hang, aus dem ihm ein kurzer, Tränkteich genannter Klingenbach zufließt. Unmittelbar danach läuft von rechts der Ablauf der Kaisersbacher Kläranlage zu, dann passiert der Ortsbach das an der querenden Ortsverbindungsstraße Kaisersbach-Ziegelhütte – Mönchhof liegende Anwesen Seehäusle. Weniger als 0,4 km weiter abwärts mündet der etwa 1,5 km lange Bach in inzwischen fast schon südlicher Richtung an einer feuchten Niederung neben der K 1892 in die hier noch kleinere Blinde Rot ein.
Diese Blinde Rot entsteht in oberstem Lauf etwa 0,5 km südöstlich der Ortsmitte von Kaisersbach an einem in einer Feldweggabel beginnenden Waldzipfel auf etwa 510 m ü. NHN. Nach kurzem Waldrandlauf zieht er mäandrierend durch den Forst Lichte und tritt dann südöstlich von Ziegelhütte an den Rand des ihn weiter am rechten Hang begleitenden Waldes. Wenig darauf nimmt er den Ortsbach auf und wendet sich dann beständig nach Südosten, neben der ebenfalls und zunächst im Tal nach Hüttenbühl laufenden K 1892. Auch links zieht sich nun Wald den Hang herunter, an seinem unteren Rand liegt der Hof Sägbühl. Im Flurschlauch des sogenannten Täles laufen ihm an einer Talspinne von links der Wäschbach, von rechts der Lichtenbach zu, dann passiert er den Kaisersbacher Kleinweiler Täle und die Gebenweiler Sägmühle am rechten Auenrand, zu der ein alter Mühlkanal hinführt.
Nach dessen Rücklauf zur Blinden Rot tritt der Bach in einen auf weniger als einem halben Kilometer den Talgrund ausfüllenden Wald ein. Wieder in der offenen Talflur münden kurz nacheinander und von rechts der Krebsbach bei der Ebersbergmühle und der Gebenbach am Rotbachhöfle, wo der Bach knapp die Hälfte seines Laufes hinter sich hat. Zwischen den Zuläufen ist der Hang frei, in der Waldlücke steht auf dem rechten Randhügel der Weiler Gebenweiler-Gehren. Im weiteren Lauf berühren sich die beidseitigen Hangwälder gleich darauf wieder kurz auf dem Talgrund, die Kreisstraße verlässt hier das Tal auf den linken Hügel, wo sie über einem Flurhang die südlichsten Gebäude des Weilers Cronhütte berührt. Zwischen dem Strohhof auf einer linken Hangkuppe und Schadberg am rechten Hang quert dann erstmals eine Landesstraße das Tal der Blinden Rot, nämlich die L 1080 von Gschwend im Nordosten nach Welzheim im Südwesten.
Gleich talabwärts von Schadberg, dessen unterste Häuser am Bach stehen, fließt diesem von Westen her der Schwarzbach zu, gleich darauf von Norden der recht kurze Oberlauf der Finsteren Rot, ein Ablauf eines kleinen Teichs vor dem Südrand von Cronhütte. Ab hier heißt der Bach nun auf seinem letzten Laufdrittel Finstere Rot. Links ans Ufer grenzt erstmals Gemeindegebiet von Alfdorf, bald auch rechts der zur Stadt Welzheim gehörende große Hagerwald und auf dem ersten etwa halben Kilometer stehen nun wieder Waldbäume an beiden Bachseiten.
Nachdem sich die Aue wieder schmal geöffnet hat, setzt sich der Hagerwald rechts weiter fort, während über der linken Talflanke auf der hügeligen Flurhöhe verschiedene Weiler und Höfe in offener Flur liegen, teils zu Alfdorf, teils auch wieder zu Kaisersbach gehörend. Dann fließt die Finstere Rot auf inzwischen unter 445 m ü. NHN in den etwa 3,0 ha großen Hagerwaldsee ein, in dessen unterem Teil ihm wiederum aus dem Westen der Schmerbach zuläuft. Die Seefläche und der weitere Bachlauf liegen nun ganz auf Alfdorfer Gemarkung. Unterhalb des Staudamms tritt die Finstere Rot in einem Campingplatz beim Weiler Hüttenbühl, der auf und am Abhang des linken Talsporn steht, wieder ins Freie und fließt dann bald rechts am Rand der weiten Talaue der aufnehmenden Rot. Nachdem sie noch einen kurzen Zufluss aus dem inzwischen Wald genannten Wald rechts am Talanstieg aufgenommen hat, fließt die Finstere Rot schließlich etwa einen halben Kilometer südlich der letzten Häuser von Hüttenbühl im Naturschutzgebiet Rottal zwischen Hüttenbühl und Buchengehren von rechts mit deren Hauptstrangoberlauf Schwarze Rot zur Rot zusammen.
Der Hauptstrang der Finsteren Rot mit Oberlauf Ortsbach und Mittellauf Blinde Rot an nordöstlich von Kaisersbach ist 8,4 km lang, mit Oberlauf Blinde Rot ab südöstlich von Kaisersbach 8,2 km, der Finstere Rot genannte Unterlaufabschnitt 2,8 km ab etwas nach Schadberg, die gesamte Finstere Rot mitsamt ihrem kurzen Namensoberlauf ab ihrem Quellteich südlich Cronhütte 3,7 km. Das mittlere Sohlgefälle von der höchsten Oberlaufquelle des Ortsbachs auf 531 m ü. NHN bis zur Mündung auf etwa 434 m ü. NHN liegt bei etwa 11 ‰.
Mit 2,0 km längster und mit ca. 1,9 km² zugleich einzugsgebietsreichster Zufluss zum Hauptstrang ist der bei Schadberg von rechts eben noch auf dem Blinde Rot genannten Abschnitt mündende Schwarzbach.

### Einzugsgebiet
Die Finstere Rot hat ein Einzugsgebiet von 14,3 km² Größe. Es erstreckt sich ungefähr 7,3 km weit von den Eselsäckern etwas nördlich von Kaisersbach über dem Ursprung des Ortsbachs nach Südosten bis zur Mündung; quer dazu ist es maximal 2,8 km breit. Ab dem Mittellauf fließen Blinde Rot und später Finstere Rot darin näher an der linken Wasserscheide zum Vorfluter Rot.
Die bedeutendste Wasserscheide zieht sich den Nordrand des Einzugsgebietes entlang, sie trennt vom Entwässerungsbereichs der oberen Murr, die hier über die fein aufgefiederten Oberläufe ihres großen Zuflusses Otterbach den jenseitigen Abfluss aufnimmt. An seiner Nordwestecke am westlichen Siedlungsrand von Kaisersbach liegt auf dem Hügel des Wasserturms auch die mit 573 m ü. NHN höchste Erhebung im Einzugsgebiet, an der nordöstlichen beim zugehörigen Weiler Mönchhof werden nach dazwischen geringeren Höhen nochmals 553,8 m ü. NHN erreicht. Alle folgend genannten anderen Konkurrenten entwässern letztlich wie die Finstere Rot selbst ebenfalls in die Lein. Bei Mönchhof knickt die Grenze nach Südosten ab und zieht vor dem links der Scheide fließendem Oberlauf Schwarze Rot der aufnehmenden Rot und dann dieser selbst durch die Höhenweiler Ebersberg, Cronhütte und Hellershof bis nach Hüttenbühl, wo sie nach einem weiteren halben Kilometer in der Aue der Rot dann die Mündung erreicht.
Dann ersteigt sie schnell nach Westen hin die rechten Randhöhen ihres Tales und verläuft dann nordwestlich, erst kurz vor dem obersten Einzugsgebiet des kleineren Lein-Zuflusses Eisenbachs, dann vor dem ihr fast parallelen Lauf der obersten Lein selbst, etwa auf der Trasse der von Aichstrut aus an Gmeinweiler vorbei durch Gebenweiler bis zurück nach Kaisersbach laufenden L 1894; hier liegen die Kammhöhen zum Nachbartal bald über 550 m ü. NHN. Am Kaisersbacher Wasserturm schließt diese rechte Wasserscheide dann wieder an die nördliche an.
Vom Einzugsgebiet gehören über zwei Drittel, überwiegend an Ober- und Mittellauf, zur Gemeinde Kaisersbach, in den Rest teilen sich Alfdorf und Welzheim, das fast ausschließlich Waldflächen und keinen Siedlungsplatz darin besitzt. Das Gebiet hat insgesamt einen großen Waldanteil, die Flurflächen liegen vor allem auf den Hochflächen am Rand der Wasserscheiden.

### Tabelle der Zuflüsse
Die Tabelle enthält die bedeutenderen Zuflüsse des Hauptstrangs aus Ortsbach, mittlerer und unterer Blinder Rot und mittlerer und unterer Finsterer Rot. Die genannten Stationierungen beziehen sich auf diesen Hauptstrang, sie wurden gelegentlich interpoliert. In die Gewässerkennziffer (GKZ) wurde hinter dem Präfix, das für den amtlichen Hauptstrang steht, zur leichteren Auffassung ein Trenner eingefügt.

Für nicht amtlich mit einer GKZ versehene Zuflüsse wurde das nach dem Nummerierungsschema maximal sicher gültige Präfix geschrieben und mit einem Fragezeichen abgeschlossen.

Einige Stationierungen wurden interpoliert.

Ohne Mühlgräben und andere Abgänge. Siehe dazu und zu den Nachweisen im Abschnitt → Zuflüsse und Seen, detailliert.
| Stat. [m] | GKZ                   | Name                                               | von    | Länge [km] | EZG [km²] | Mündungsort                                   | Mündungshöhe [m ü. NN] | Quellort                                              | Quellhöhe [m ü. NN] | Bemerkung                 |
| --------- | --------------------- | -------------------------------------------------- | ------ | ---------- | --------- | --------------------------------------------- | ---------------------- | ----------------------------------------------------- | ------------------- | ------------------------- |
| n. a.     | 2386222-2 und 2386222 | Ortsbach – Blinde Rot – Finstere Rot (Hauptstrang) | n. a.  | 8,5        | 14,3      | Alfdorf-Hüttenbühl                            | 434                    | Kaisersbach, nordöstlich in den Eichenäckern          | 531                 |                           |
| 7.703     | 2386222-2?            | Tränkteich                                         | links  | 0,4        | 00,5      | Kaisersbach, vor Seehäusle                    | 500                    | Kaisersbach, Nordrand eigener Klingenwald             | 520                 |                           |
| 6.899     | 2386222               | Blinde Rot (Anfangslauf)                           | rechts | 1,1        | 00,7      | Kaisersbach, vor Sägbühl                      | 484                    | Kaisersbach, 0,5 südöstlich                           | 510                 | ab hier Name Blinde Rot   |
| 6.155     | 2386222-52            | Lichtenbach                                        | rechts | 1,1        | 00,5      | Kaisersbach, Täle                             | 477                    | Kaisersbach, Ostrand alte Deponie                     | 520                 |                           |
| 6.041     | 2386222-4             | Wäschbach                                          | links  | 1,4        | 00,7      | Kaisersbach, Täle                             | 476                    | Kaisersbach, Mönchhof, Waldschneise im Südsüdosten    | 526                 |                           |
| 5.723     | 2386222-51?           | (interimierender Zulauf)                           | links  | 0,6        | 00,3      | Kaiserbach, ggü. Gebenweiler Sägmühle         | 475                    | Naturschutzgebiet Hägeles- und Brunnenklinge          | 530                 |                           |
| 5.521     | 2386222-54            | (Teichabfluss)                                     | rechts | 0,7        | 00,5      | Kaisersbach, Talwald uh. Gebenweiler Sägmühle | 472                    | Kaisersbach, Teich am Hang unter Grairich             | 510                 |                           |
| 4.886     | 2386222-56            | Krebsbach                                          | rechts | 1,0        | 00,6      | Kaisersbach, kurz vor Ebersbergmühle          | 466                    | Kaisersbach, Sommerhau nordöstlich von Gebenweiler    | 498                 |                           |
| 4.392     | 2386222-58            | Gebenbach                                          | rechts | 0,9        | 00,8      | Kaisersbach, Rotbachhöfle                     | 463                    | Kaisersbach, südwestlicher Hof von Gebenweiler-Gehren | 483                 |                           |
| 2.931     | 2386222-6             | Schwarzbach                                        | rechts | 2,0        | 01,9      | Kaisersbach, nach Schadberg                   | 450                    | Kaisersbach, Gmeinweiler, Waldrand                    | 510                 |                           |
| 2.825     | 2386222-72            | Finstere Rot (Anfangslauf)                         | links  | 0,9        | 00,6      | Kaisersbach, Talwaldrand nach Schadberg       | 450                    | Kaisersbach, Cronhütte, Teichauslauf am Südrand       | 477                 | ab hier Name Finstere Rot |
| 1.124     | 2386222-8             | Schmerbach                                         | rechts | 1,5        | 01,2      | Alfdorf, Hüttenbühl, im Hagerwaldsee          | 445                    | westlicher Hagerwald an Grenze Alfdorf/Welzheim       | 503                 |                           |
| 0.207     | 2386222-92            | Rotholzgraben                                      | rechts | 0,6        | 00,2      | Alfdorf, uh. Hüttenbühl                       | 438                    | Alfdorf, Rotholz                                      | 465                 |                           |

1. ↑  Stationierung, die Entfernung von der Flussmündung aufwärts bis zu diesem Zufluss.
2. ↑  Gewässerkennzahl, in Deutschland die amtliche Fließgewässerkennziffer mit eingefügtem Trenner hinter dem Präfix, das einheitlich für den allen gemeinsamen Vorfluter steht.
3. ↑  Nachweise in der Detaillierten Liste … .
4. ↑  Nachweise in der Detaillierten Liste … .

### Zuflüsse und Seen, detailliert
Hierarchische Liste der Zuflüsse und  Seen von der Quelle zur Mündung. Gewässerlänge, Seefläche, Einzugsgebiet und Höhe nach den entsprechenden Layern auf der Onlinekarte der LUBW. Andere Quellen für die Angaben sind vermerkt.

Ganz eingeklammerte Gewässerbezeichnungen in der Liste enthalten Behelfsbezeichnungen bei Gewässern, zu denen kein Eigenname zu finden war.
Ursprung der Blinden Rot auf etwa 511 m ü. NHN etwa 0,5 km südwestlich der Ortsmitte von Kaisersbach in einer Feldweggabel am Beginn ihrer Waldklinge. Der Bach fließt zuerst östlich.
- Ortsbach, von links und Nordwesten auf etwa 484 m ü. NHN zwischen Kaisersbach-Ziegelhütte und Kaisersbach-Sägbühl, 1,5 km und ca. 1,9 km². Entsteht auf etwa 531 m ü. NHN in den Eichenäckern vor dem nordöstlichen Ortsrand Kaisersbachs neben einem Feldweg. Bachlauf von Anfang an in Gehölzgalerie. Der Namensast ist hier erst 1,1 km lang und hat nur ein Einzugsgebiet von 0,7 km².
  - Tränkteich, von links und Nordosten auf etwa 500 m ü. NHN etwas oberhalb und gegenüber dem Zulauf aus der Kaisersbacher Kläranlage, ca. 0,4 km[LUBW 6] und ca. 0,5 km². Entsteht auf etwa 520 m ü. NHN an einem Feldweg von Kaisersbach nach dem zugehörigen Weiler Mönchhof, der seine kleine Waldklinge im Norden begrenzt.
- Lichtenbach, von rechts und Westen auf etwa 477 m ü. NHN bei Kaisersbach-Täle, 1,1 km und ca. 0,5 km². Entfließt auf etwa 520 m ü. NHN der verfüllten Mülldeponie südöstlich von Kaisersbach.
- → (Abgang des Kanals zur Gebenweiler Sägmühle von Kaisersbach), nach rechts auf etwa 477 m ü. NHN.
- Wäschbach, von links und Norden auf etwa 476 m ü. NHN etwas näher an Täle, 1,4 km und ca. 0,7 km². Entsteht auf etwa 526 m ü. NHN südöstlich von Kaisersbach-Mönchhof am Waldrand bei einer beginnenden Waldschneise.
- (Periodischer Klingenbach), von links auf etwa 475 m ü. NHN gegenüber der Gebenweiler Sägmühle in die Blinde Rot selbst, auf längstem Zweig ca. 0,6 km[LUBW 6] und ca. 0,3 km². Entsteht auf bis über 530 m ü. NHN im Naturschutzgebiet Hägeles- und Brunnenklinge bei der südlichen Hofgruppe von Kaisersbach-Ebersberg.
- ← (Rücklauf des Kanals zur Gebenweiler Sägmühle), von rechts auf etwa 473 m ü. NHN am Beginn des Talwaldes, ca. 0,4 km[LUBW 6] und ca. 0,1 km².
- (Teichabfluss), von rechts und Westen auf etwa 472 m ü. NHN im Talwald wenig abwärts der Gebenweiler Sägmühle, 0,7 km und ca. 0,5 km².
  -  Entfließt auf unter 510 m ü. NHN einem Kleinteich an einem Hanggehölz südöstlich von Kaisersbach-Grairich, 0,1 ha.
- → (Abgang des Mühlkanals zur Ebersbergmühle von Kaisersbach), nach links auf etwa 471 m ü. NHN.
- Krebsbach, von rechts und Westen auf etwa 466 m ü. NHN in die Blinde Rot selbst wenig vor der Ebersbergmühle, 1,0 km und ca. 0,6 km². Entsteht auf etwa 498 m ü. NHN nordöstlich von Gebenweiler in einem Hangwaldstück am Sommerhau.
- ← (Rücklauf des Mühlkanals zur Ebersbergmühle), von links auf etwa 465 m ü. NHN an der Mühle, 0,6 km und ca. 0,2 km².
- Gebenbach, von rechts und Westen auf etwa 463 m ü. NHN bei Kaisersbach-Rotbachhöfle, 0,9 km und ca. 0,8 km². Entsteht auf etwa 483 m ü. NHN am südwestlichen Einzelhof von Kaisersbach-Gebenweiler-Gehren.
- Schwarzbach, von rechts und Westen auf etwa 450 m ü. NHN gleich nach der Brücke der L 1080 und den Talhäusern von Kaisersbach-Schadberg, 2,0 km und ca. 1,9 km². Entsteht auf etwa 510 m ü. NHN am Waldrand zum Schwabenpark Gmeinweiler
- Finstere Rot (Namensoberlauf), von links und Norden auf etwa 450 m ü. NHN kurz nach dem vorigen auf der Gemeindegrenze zu Alfdorf, 0,9 km und ca. 0,6 km². Der rechte Oberlauf Blinde Rot hat hier schon eine Länge von 5,1 km und ein Einzugsgebiet von ca. 10,5 km². Ab hier heißt der Bach Finstere Rot und ist nun zunächst ein Stück weit Gemeindegrenze zwischen Alfdorf links und Welzheim rechts.
  -  Entfließt auf etwa 477 m ü. NHN einem Weiher vor dem südlichen Ortsrand von Kaisersbach-Cronhütte in den Birkenwiesen, 0,2 ha.
- Durchfließt auf unter 445 m ü. NHN den Hagerwaldsee bei Alfdorf-Hüttenbühl, 3,0 ha. See und danach folgender Bachablauf liegen ganz in Alfdorfer Gemarkung.
- Schmerbach, von rechts und Westen im unteren See, 1,5 km und ca. 1,2 km². Entsteht auf etwa 503 m ü. NHN im westlichen Hagerwald und ist Stadtgrenze von Welzheim (linkes Ufer) zu Alfdorf (rechtes Ufer).
- Rotholzgraben, von links und Westen auf etwa 438 m ü. NHN unterhalb von Alfdorf-Hüttenbühl kurz vor der Mündung, 0,6 km und ca. 0,2 km². Entsteht auf über 465 m ü. NHN im Rotholz.

Zusammenfluss der Finsteren Rot von rechts und Nordwesten auf ca. 434 m ü. NHN etwa 0,6 km südlich von Alfdorf-Hüttenbühl kurz vor den Breitwiesen mit deren linkem Hauptstrang-Oberlauf Schwarze Rot zur Rot. Der Bach ist hier mit seinem linken Haupt-Oberlauf Blinde Rot 7,9 km, auf dem Namenslauf mit seinem kurzen linken Namensoberlauf nur 3,7 km lang und hat ein 14,3 km² großes Einzugsgebiet.

## Geologie
Die Quellen der beiden obersten Läufe Ortsbach und Blinde Rot liegen wenig unterhalb der Grenze zum Schwarzjura im Oberen Keuper oder im oberen Mittelkeuper. Im Mittelkeuper mündet die Finstere Rot dann auch, und zwar im Kieselsandstein (Hassberge-Formation) oder darüber. Schon etwa ab dem Zusammenfluss der beiden genannten Oberläufe am Eintritt ins Kaisersbacher Täle läuft der Bach in einer durch Hochwassersediment verebneten Aue, die sich ununterbrochen bis zur Mündung zieht. An der gesamten westlichen, nördlichen und einem kurzen Stück der nördlichen Wasserscheide steht auf der Hochfläche Schwarzjura an. Bei Aichstrut schließt ein aufgelassener Steinbruch nahe dies- oder jenseits der Wasserscheide den für die Hochflächenerhaltung verantwortlichen erosionsresistenten Angulatensandstein auf. Wenig nördlich davon liegt bei Gmeinweiler auf dem Schwarzjura noch eine kleine Insel quartär abgelagerten Lösses.
Der Bachlauf beginnt nahe an der Schichtstufe im Norden vom Schwarzjura hinab zum Keuper und folgt etwa der Richtung des Schichtenfallens.

## Natur
Das Gewässer liegt im Welzheimer Wald und im Naturpark Schwäbisch-Fränkischer Wald. Dem Bachlauf folgt von Anbeginn des Ortsbaches an eine Kette von Feuchtbiotopen.
Die Hägeles- und Brunnenklinge, eine felsige Stubensandsteinklinge (Löwenstein-Formation) etwas östlich des Kaisersbacher Täles mit Erosionsbildungen und einer reichen Moos- und Farnvegetation ist Naturschutzgebiet.

### LUBW
Amtliche Online-Gewässerkarte mit passendem Ausschnitt und den hier benutzten Layern: Lauf und Einzugsgebiet der Finsteren Rot

Allgemeiner Einstieg ohne Voreinstellungen und Layer: Daten- und Kartendienst der Landesanstalt für Umwelt Baden-Württemberg (LUBW) (Hinweise)
1. 1 2 3 4 5  Höhe nach dem Höhenlinienbild auf dem Hintergrundlayer Topographische Karte.
2. 1 2 3 4 5  Länge nach dem Layer Gewässernetz (AWGN).
3. 1 2  Einzugsgebiet nach dem Layer Basiseinzugsgebiet (AWGN).
4. ↑  Seefläche nach dem Layer Stehende Gewässer.
5. ↑  Einzugsgebiet abgemessen auf dem Hintergrundlayer Topographische Karte.
6. 1 2 3  Länge abgemessen auf dem Hintergrundlayer Topographische Karte.

### Andere Belege
1. ↑  Name Kaisersbacher Rot etwa auf der Seite Alfdorf des landesgeschichtlichen Informationssystems www.leo-bw.de, abgefragt am 3. Oktober 2021
2. ↑  Geologie nach: Mapserver des Landesamtes für Geologie, Rohstoffe und Bergbau (LGRB) (Hinweise)
3. ↑  Schutzgebietssteckbrief der Hägeles- und Brunnenklinge.